# Валько, Тарас Николаевич
Тара́с Никола́евич Валько́ (2 февраля 1985, Бобруйск) — белорусский гребец-байдарочник, выступает за сборную Белоруссии с 2009 года. Чемпион Европы и мира, многократный победитель республиканских и молодёжных регат. На соревнованиях представляет Могилёвскую область и спортивный клуб Вооружённых сил, заслуженный мастер спорта Республики Беларусь.

## Биография
Тарас Валько родился 2 февраля 1985 года в городе Бобруйске, Могилёвская область. Активно заниматься греблей на байдарке начал в раннем детстве, проходил подготовку в бобруйской специализированной детско-юношеской школе олимпийского резерва и в республиканском центре олимпийской подготовки, в разное время тренировался у таких специалистов как П. Ф. Яновский, А. Ф. Воронков, Д. М. Гошко.
На взрослом международном уровне впервые заявил о себе в сезоне 2009 года, когда попал в основной состав белорусской национальной сборной и благодаря череде удачных выступлений удостоился права защищать честь страны на чемпионате Европы в немецком городе Бранденбург. Вместе с экипажем, куда также вошли гребцы Роман Петрушенко, Демьян Турчин и Вадим Махнёв, обогнал всех соперников на дистанции 200 метров и завоевал тем самым золотую медаль. Позже в той же дисциплине с той же командой выступил на первенстве мира в канадском Дартмуте, где вновь был лучшим и получил титул чемпиона мира. За эти выдающиеся спортивные достижения в 2010 году удостоен почётного звания «Заслуженный мастер спорта Республики Беларусь».
Дальнейшая карьера Валько, тем не менее, складывалась не так ярко, он всё реже стал попадать в основной состав сборной Белоруссии, выступал в основном на регатах второстепенного значения. В 2014 году на чемпионате мира в Москве участвовал в одиночной программе на дистанции 200 метров, однако показал здесь не самый лучший результат, в утешительном финале «С» финишировал последним.